# Tierkennzeichnung

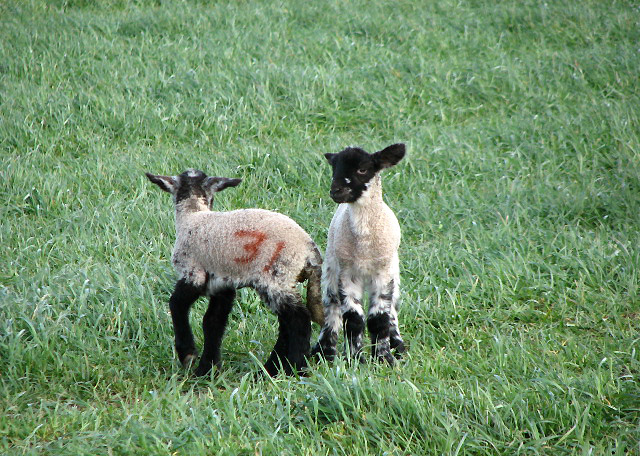
Lamm mit aufgesprayter Nummerierung

Die Tierkennzeichnung dient dazu, Tiere von anderen zu unterscheiden. Dabei gibt es prinzipiell verschiedene Ziele der Kennzeichnung. Ein Ziel liegt in der Identifizierung des Tieres, also einer Unterscheidbarkeit des individuellen Tieres von anderen (individuelle Kennzeichnung). Andere Ziele liegen darin, Tiere eines Besitzers von anderen zu unterscheiden oder Tiere eines Züchters oder einer Rasse erkennen zu können.

## Kennzeichnungsmethoden
Zur Kennzeichnung gibt es verschiedene Methoden. Diese unterscheiden sich bezüglich der Praktikabilität für verschiedene Tiere und bezüglich der Zuverlässigkeit und Haltbarkeit der Kennzeichnung. Auch die Frage, aus welcher Entfernung eine Erkennung möglich sein muss und ob Hilfsmittel dazu zum Einsatz kommen, spielt eine Rolle bei ihrer Auswahl.
Zur Tierkennzeichnung haben sich verschiedene Methoden etabliert. Dazu gehören:
- Beringung (Vögel)
- Bemalung, Besprayung (Schafe)
- Brandzeichen (Pferde, Rinder)
- Transponder, auch Mikrochip genannt (alle Tiere)
- Ohrmarken (Rinder, Schafe, Ziegen)
- Ohrkerben (Rentiere, Schweine, Katzen)
- Entfernen der linken Ohrspitze (Kennzeichnung von kastrierten frei lebenden Katzen)[1]
- Hundemarken, die am Halsband des Hunds befestigt werden
- Tätowierung (früher gängige Methode bei Hunden und Katzen, derzeit in Ablösung durch implantierte Transponder).

## Zweck der Kennzeichnung

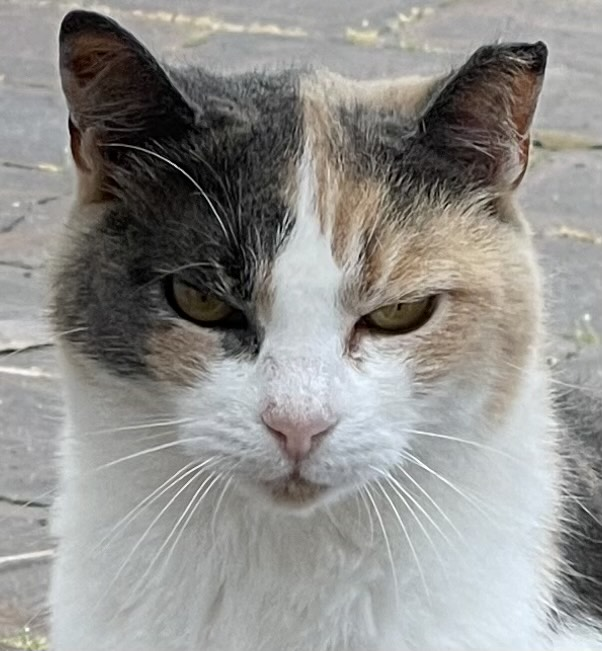
Markierung der linken Ohrspitze einer kastrierten frei lebenden Katze

Eine Kennzeichnung dient zum Beispiel
- dem Nachweis des Eigentums (Tierdiebstähle) und der Abstammung
- der Sicherung der züchterischen Glaubwürdigkeit
- der Leistungskontrolle
- der Rückführung entlaufender Tiere zum Besitzer
- der zweifelsfreien Zuordnung des Tieres zum Impfpass/EU-Heimtierausweis
- der Seuchenkontrolle (→ Tierseuche, Zoonosen)[2]
- der Erfüllung gesetzlicher Vorschriften
  - im grenzüberschreitenden Verkehr, da eine Tierkennzeichnung dort teilweise vorgeschrieben ist: EU-Heimtierverordnung (→ EU-Heimtierausweis)
  - durch das Washingtoner Artenschutzabkommen
- der Erkennbarkeit des Alters oder Geschlechts von individuellen Tiere in einer Herde (Ohrkerben)
- der Erkennbarkeit von kastrierten frei lebenden Katzen (Ohrspitzenmarkierung)[1]
- dem kontrollierten Öffnen von Katzenklappen in Wohnhäusern nur für die eigene Katze.

## Kennzeichnung durch Tätowierung

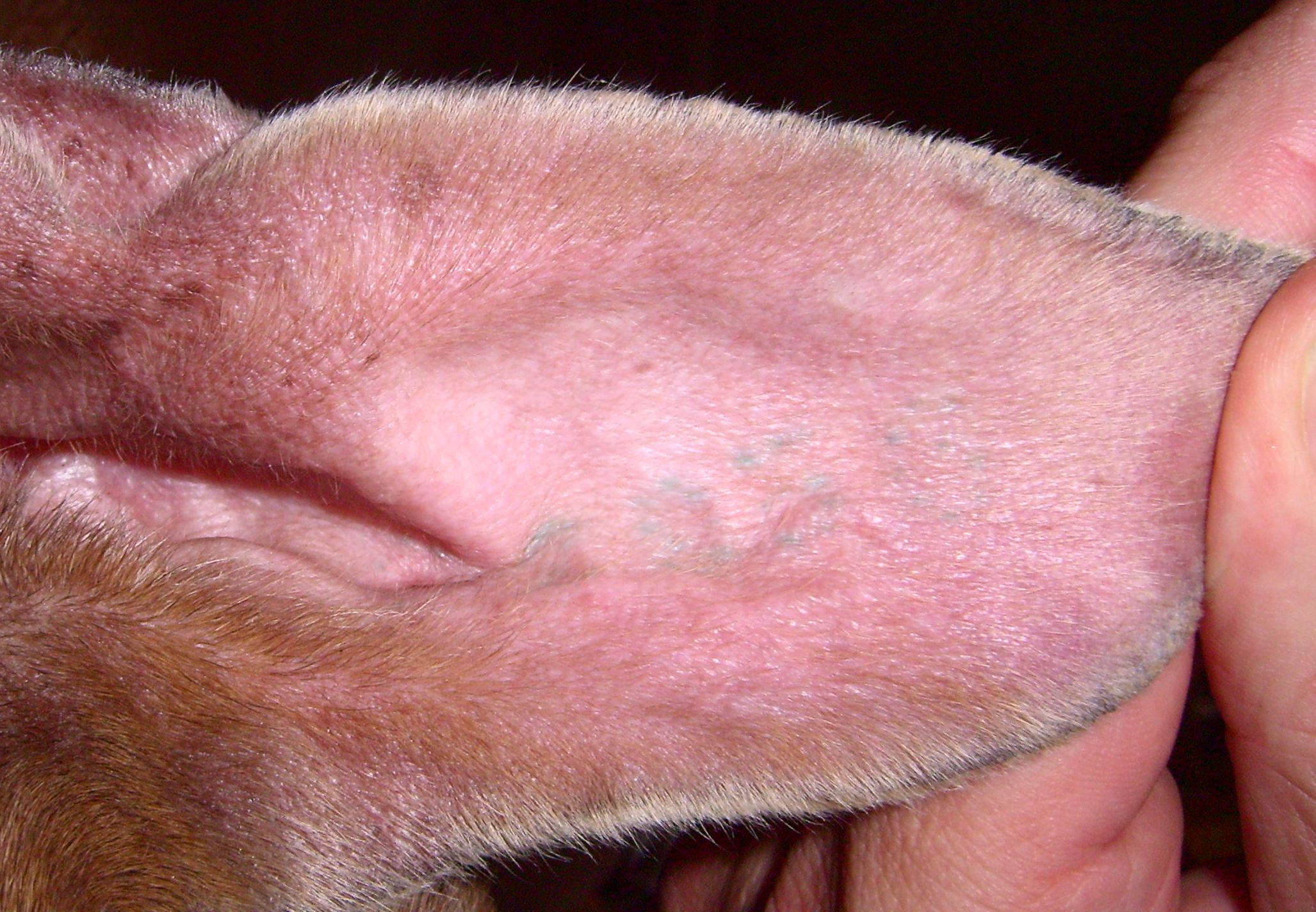
Zehn Jahre alte Tätowierung in einem Hundeohr, die Nummer (G2953) ist nicht mehr lesbar.

Diese Methode war vor Einführung des ISO-Standards der Transponderkennzeichnung üblich, brachte jedoch einige Nachteile mit sich:
- Der Vorgang ist sehr schmerzhaft für das Tier. Daher ist eine Betäubung aus Tierschutzgründen notwendig.
- Durch die Vielfalt der Nummerierungssysteme ist trotz vorgefundener Nummer eine Zuordnung nicht immer möglich. Manche Tätowierungen bestehen aus einem Kennbuchstaben des durchführenden Tierarztes (z. B. „G“ für Groß) plus fortlaufender Nummer, ein anderes System ist beispielsweise der Buchstabe „G“ für einen Zuchtverband (z. B. Gesellschaft der Bullterrier-Freunde e. V.) mit anschließender Nummer.
- Die Nummern sind nicht einmalig, denn es gibt keine bindenden Vorschriften über die Vergabe der Zeichen.
- Tätowierungen sind nicht fälschungssicher.
- Kriminelle könnten dem Tier das tätowierte Ohr abschneiden.
- Die Tätowierung kann rasch verblassen und ist dann nicht mehr lesbar.
- Tätowierungen sind in pigmentierten (dunkelfarbigen) Hautabschnitten schwer entzifferbar.
- Manche Kleintiere sind aufgrund ihrer Größe nicht tätowierbar.

## Kennzeichnung durch Ohrmarken
Nutztiere werden meist mit Plastikohrmarken gekennzeichnet. Die EU hat dazu detaillierte Vorgaben erstellt. Für Rinder gilt die EU-Verordnung 1760/2000, für Schafe und Ziegen Verordnung 21/2004, für Schweine Richtlinie 2008/71 und 92/102. Für Schafe sind seit kurzem auch Chips vorgeschrieben, die in speziellen Ohrmarken enthalten sind.

## Kennzeichnung durch Ohrkerben

### Ohrkerben bei den samischen Rentierzüchtern

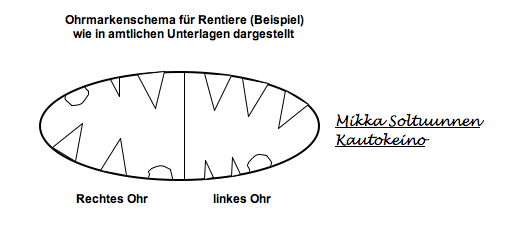
Ohrkerbenschema für Rentiere

Rentierzüchter in „Lappland“ (richtig: Sápmi) kennzeichnen ihre Rentiere traditionell mit Kerben in den Ohren der Tiere. Dabei werden unterschiedliche Kombinationen von kleinen, größeren und runden Kerben an der Ohroberkante und -unterkante eingeschnitten. Beide Ohren weisen unterschiedliche Kerbenkombinationen auf. Die Kerbmuster sind amtlich registriert. Diese Form der Kennzeichnung ermöglicht nur die Zuordnung zum Besitzer des Tieres. Der Vorteil liegt aber eindeutig darin, dass außer einem Messer kein weiteres Hilfsmittel verwendet werden muss. In letzter Zeit werden aber zunehmend Ohrmarken eingesetzt, die denen in der EU ähnlich sind.

## Kennzeichnung durch Ohrspitzenmarkierung
Um frei lebende kastrierte Katzen auf Distanz von nicht kastrierten Katzen unterscheiden zu können, werden den Tieren im Rahmen von Kastrationsprojekten während der Narkose die linken Ohrspitzen entfernt.

## Kennzeichnung durch implantierte Transponder

### Der Chip
Der RFID-Mikrochip, auch Transponder oder Tag genannt, ist ein elektronisches Mittel für das automatisierte Erkennen von Tieren. Der Transponder kann verschiedene Größen haben; übliche Abmessungen liegen bei einer Länge von 11,1 bis 13,9 mm bei einem Durchmesser von 2,05 bis 2,2 mm. Besonders kleine Transponder (8,5 × 1,35 mm), beispielsweise für Koi, sind erhältlich. Eine gewebeverträgliche Glas- oder Plastikhülle enthält eine Antennenspule sowie den passiven Chip mit der fest gespeicherten 15-stelligen Identifikationsnummer. Jede Kenn-Nummer ist weltweit einmalig, wenn ein Tier einen Chip hat, so ist es damit eindeutig identifizierbar(→ Abschnitt Ländercodes und Herstellercodes).
Der Chip ist passiv, d. h. erst beim Ablesen wird er durch das Lesegerät angeregt, seine Daten zu übertragen.
Die Implantierung ist einfach und schnell, es ist keine Betäubung erforderlich. Der Chip ist weitgehend fälschungs- und manipulationssicher. Der Chip bleibt meist während des ganzen Lebens des Tieres funktionsfähig, ist beliebig oft ablesbar und „wandert“ in der Regel nicht durch den Körper des Tieres.
Je nach Hersteller werden Chips meist mit mehreren selbstklebenden Barcodeetiketten zur übereinstimmenden Kennzeichnung von Dokumenten (Impfpass, Zuchtpapiere) geliefert.

### Ländercodes und Herstellercodes
Die Identifikationsnummer besteht immer aus 15 Ziffern. Alle Tiertransponder nach ISO-Norm 11784 – ob mit Länder- oder Herstellercode – sind gültige Tierkennzeichnungsprodukte und als solche gleichermaßen geeignet.
Der Ländercode darf nur genutzt werden, wenn eine nationale Vergabestelle zur Verwaltung aller Nummern mit Ländercodes eingerichtet ist, die dafür sorgt, dass die Transpondernummern nicht doppelt vergeben werden. In Deutschland ist dies nicht der Fall. In Deutschland ist nur die Codierung landwirtschaftlicher Nutztiere eindeutig geregelt und geprüft.
Wenn die ersten drei Stellen einen Ländercode enthalten, dann werden die Zahlen von 001 bis 899 nach ISO-Norm ISO 3166 für die Kodierung des Landes genutzt. Neben dem ISO-Ländercode ist der Herstellercode nicht immer (je nach nationaler Gesetzgebung) in der Identifikationsnummer (Stelle 5 bis 7) enthalten. Wenn ein Zulassungsprozess mit einer „competent Authority“ durchlaufen worden ist, wird dem Hersteller oder der Vertriebsorganisation ein nationaler Code zugeteilt, der in der Transpondernummer an der entsprechenden Position verwendet werden muss. Die Einzigartigkeit der ISO 11784 Nummer kann mit dem heute genutzten OTP (One Time Programmable) Silizium nur gewährleistet werden, wenn beim Programmieren die UID (Unique IDentifier = Seriennummer) ausgelesen wird und zusammen mit der programmierten ISO 11784 Nummer in der internen Datenbank des Herstellers gespeichert wird. Zur Absicherung des Codes der produzierten Transponder ist das die Aufgabe eines jeden seriösen Herstellers.
Bei Chips ohne Länderkodierung enthalten die ersten drei Stellen die Kodierung des Chip-Herstellers, erkennbar an der führenden Ziffer 9. Dabei sind die Hersteller ab 934 mit einem eigenen Herstellercode ausgerüstet. Transponder mit der Anfangsnummer 900 sind sogenannte „shared codes“. Hierbei teilen sich mehrere Hersteller den gleichen Herstellercode und unterscheiden sich durch die ersten 3 Stellen in der zwölfstelligen Tiernummer. Das Herkunftsland eines Tieres mit einem solchen Transponder kann nicht erkannt werden.
Eine Liste aller verwendeten Ländercodes steht unter ISO-3166-1-Kodierliste.
Beispiele:
276097200023868 – 276 deutsches Tier, vierte Stelle ist in der Regel 0, 972 Hersteller Planet ID GmbH (Deutschland), 23868 laufende Nummer.
276098101089283 – 276 deutsches Tier, vierte Stelle ist in der Regel 0, 981 Hersteller Datamars (Schweiz), 1089283 laufende Nummer.
040098100111917 – 040 österreichisches Tier, vierte Stelle ist in der Regel 0, 981 Hersteller Datamars (Schweiz), 111917 laufende Nummer.
968000004531234 – 968 Chip des Herstellers AEG mit der laufenden Nummer 4531234. Es ist kein Land ablesbar.
Die aufgeführten Beispiele sind nicht relevant für alle Transponder, das Verfahren ist weit komplexer und kann hier nicht in allen Details erklärt werden.

### Applikation
Es gibt mehrere Methoden, einen Transponder zu applizieren. Entweder wird der Transponder mit einer sterilen Einwegspritze verabreicht oder es wird ein spezielles Injektionsmittel genutzt, das mehrfach verwendet werden kann, bei dem die sterile Kanüle mit dem Transponder per Luer-Lock-Verbindung fixiert wird. Das minimiert deutlich die Abfallmenge. Nach dem sich in Entwicklung befindenden neuen ISO-Standard ISO 15639-1 (Standardisierung der Injektionsstellen, Teil 1 Heim- u. Hobbytiere) wird in einem Abstand von ein bis vier Fingern (je nach Rasse und Größe des Tieres) vom Ohr in Richtung Schulterblatt auf der linken Halsseite des Tieres subkutan injiziert. Die Injektionsrichtung sollte dorsoventral (vom Rücken in Richtung Bauch, also im 90°-Winkel zur Vena jugularis externa) durchgeführt werden. Wenn die Kanüle korrekt geschliffen und oberflächenbehandelt ist, ist der Vorgang relativ schmerzfrei. Diese Injektion ist nicht mit einer Routineimpfung zu vergleichen, denn die Kanüle hat einen deutlich größeren Durchmesser und deshalb sollte das Setzen eines Transponders nur von fachlich geschulten Personen wie Tierärzten durchgeführt werden.

### Lesegerät
Der Transponder ist passiv, das Lesegerät sendet auf einer Frequenz von 134,2 kHz elektromagnetische Wellen aus, es wird ein Induktionsfeld aufgebaut, bei dem der im Transponder befindliche Kondensator die Energie aufnimmt und dann die gespeicherte Information aus dem Chip zum Lesegerät zurücksendet. Der im Chip kodierte binäre Code wird im Lesegerät interpretiert und die Information (15 Stellen, 3 + 12) nach ISO-Norm im Display angezeigt. Ein Lesegerät nach ISO-Norm zeigt immer 3 Ziffern für Hersteller oder Ländercode, dann eine Leerstelle (niemals irgendwelche Sonderzeichen, Punkte oder Ähnliches) und dann die folgenden 12 Ziffern an.
Es gibt unterschiedliche Lesegerättypen. Für Heim- und Hobbytiere sind stationäre Lesegeräte weniger von Bedeutung, hier geht es vorwiegend um Handlesegeräte. Kleine handliche und preisgünstige Lesegeräte lesen einen Transponder der Größe 12 × 2,12 mm bei optimaler Ausrichtung des Transponders zur Antenne auf eine Distanz von 4–8 cm aus. Das kann sich deutlich verändern, wenn die Orientierung des Transponders zur Antenne anders ist oder elektromagnetische Störungen vorliegen (zu nahe an PC Monitor oder Fernseher etc.) Der zweite Typ Handlesegerät ist nicht mehr klein, handlich und preiswert, liest aber den gleich großen Transponder auf eine Distanz von um die 20 cm und hat üblicherweise zusätzliche, nützliche Funktionen. Das Lesegerät wird aktiviert und dann vom Ohr ausgehend langsam auf der linken Seite des Tierkörpers bewegt (am besten kreisförmige Bewegungen um die Injektionsstelle). Beim Kontrolllesen ist zu beachten, dass es Länder gibt (UK, NZ, AUS), in denen die Injektionsstelle im Nacken zwischen den Schulterblättern liegt.
Lesegeräte sollten bei allen Tierheimen, Tierärzten, der Polizei, Ordnungsämtern und den meisten Hundevereinen vorhanden sein.

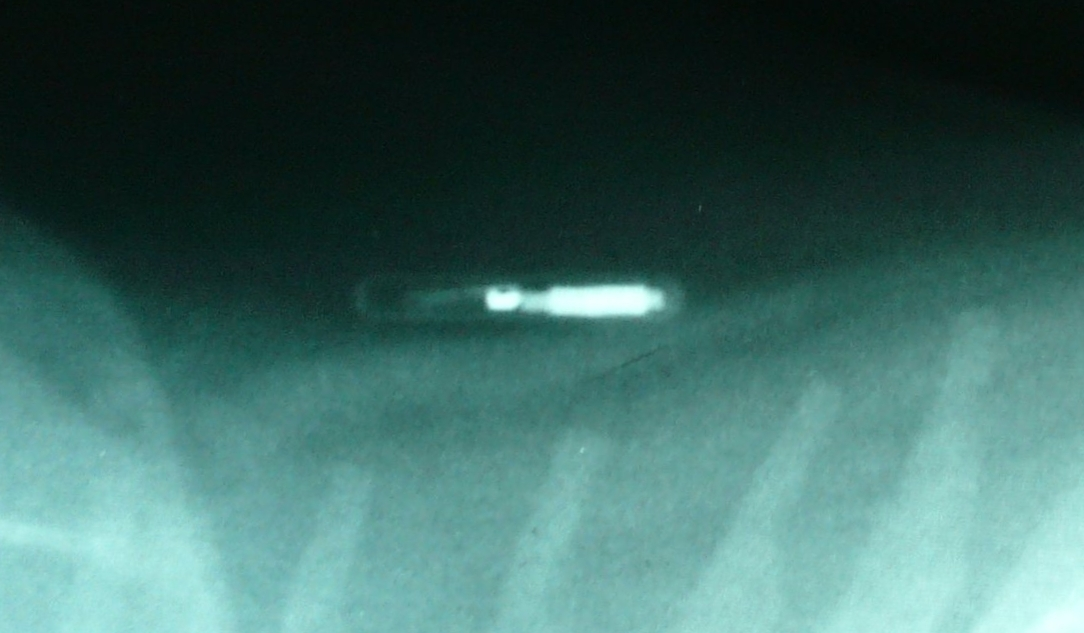
Transponderchip im Röntgenbild einer Katze
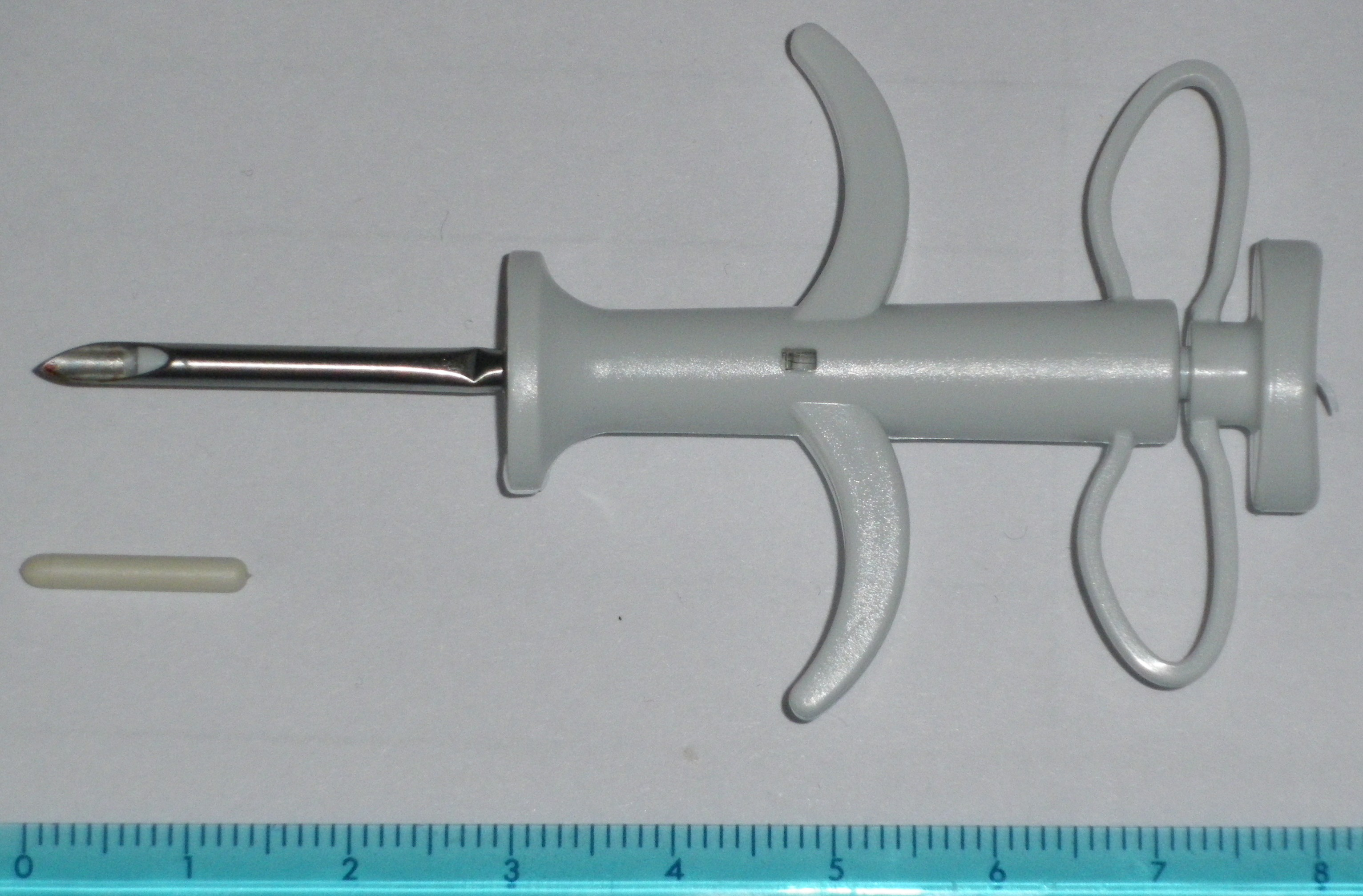
Transponder und Applikator
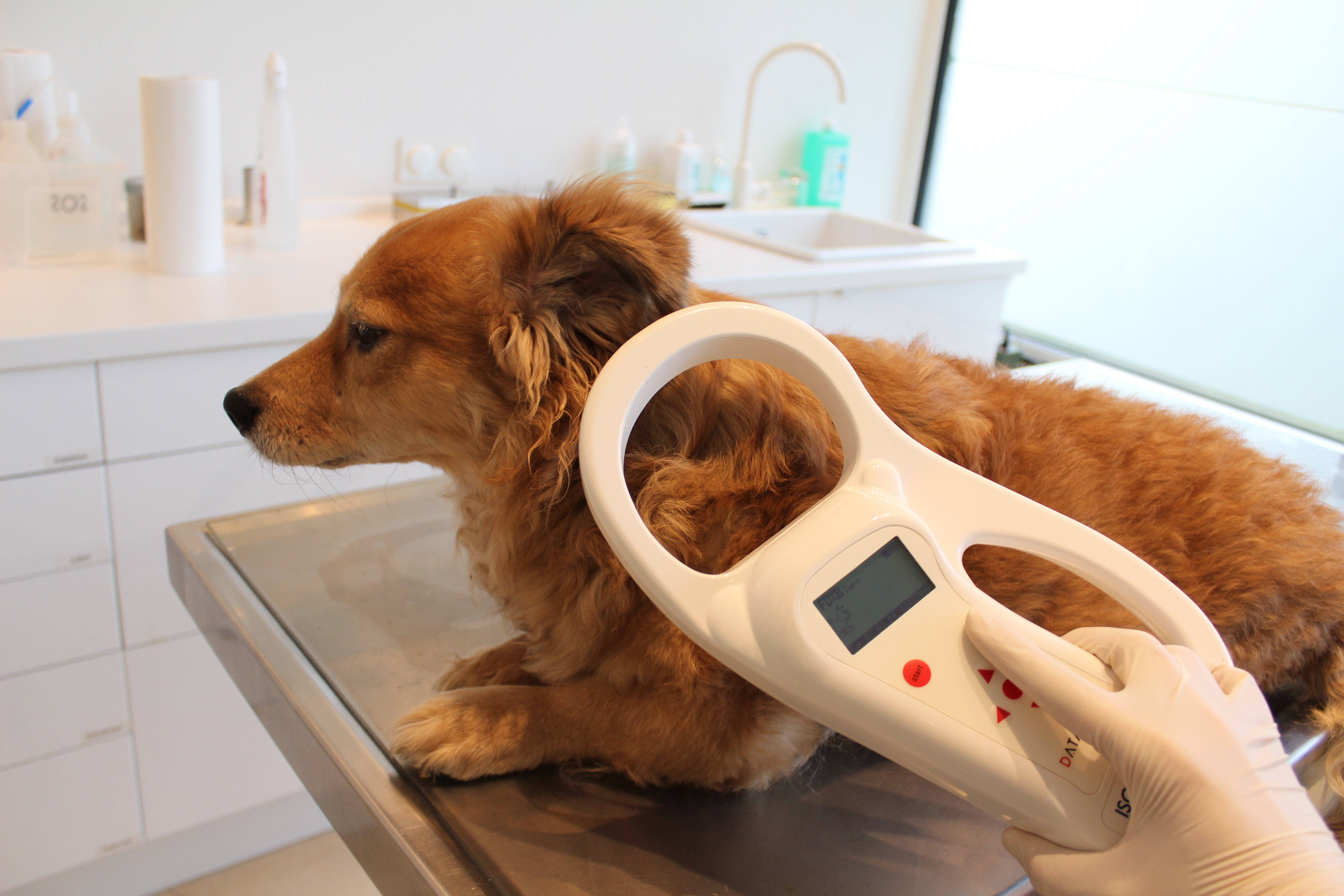
Ablesen des Transponders bei einem Hund
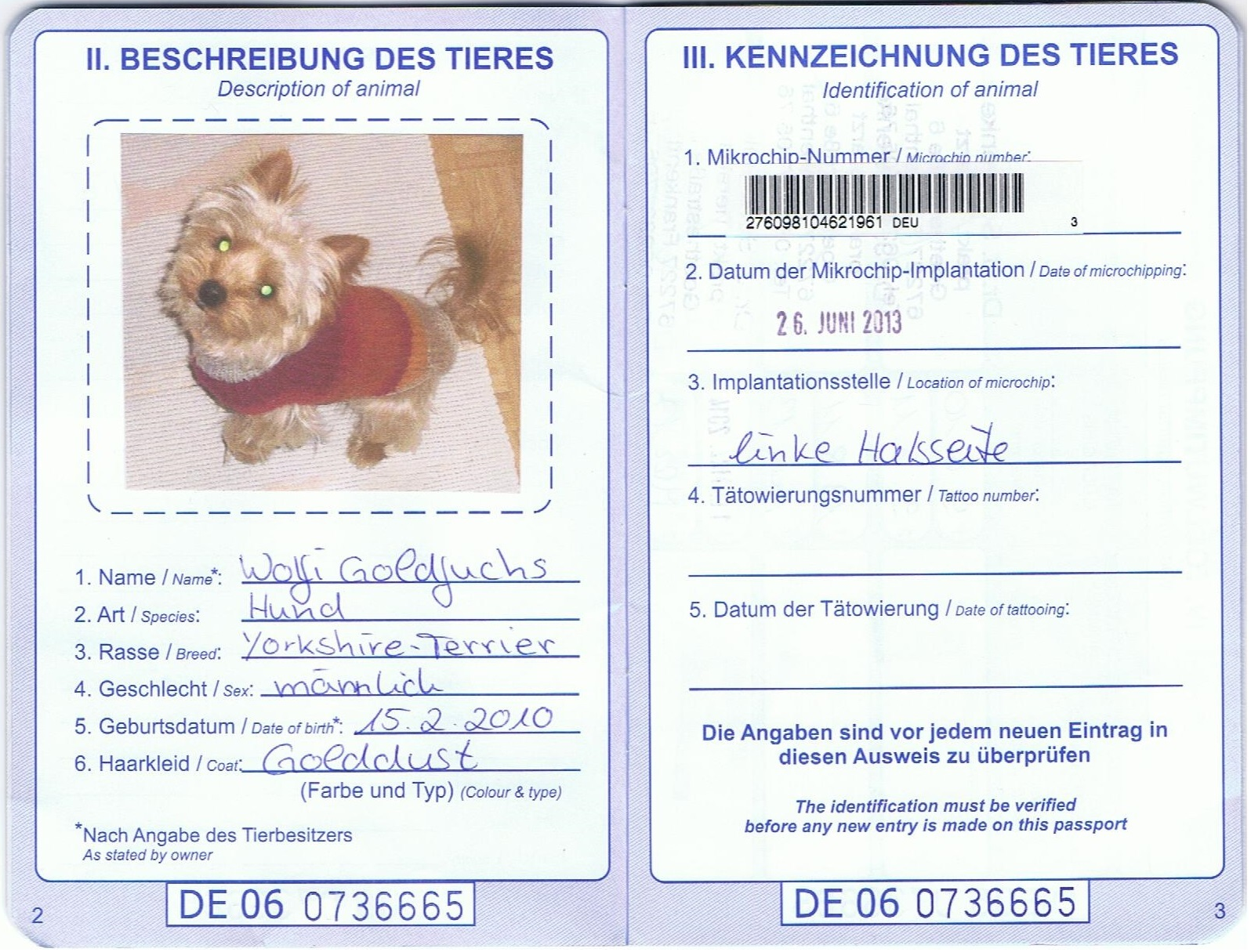
EU-Heimtierausweis mit Eintragungen zur Kennzeichnung

### Vereinheitlichung der Transpondersysteme durch Standardisierung
Sämtliche unterschiedliche Transpondersysteme, die untereinander nicht kompatibel waren (Indixel, Destron, Trovan, Avid) wurden durch die ISO-Normen 11784 und 11785 vereinheitlicht. Es wurde für den Chip eine einheitliche 15-stellige Nummerncode-Struktur festgelegt. Gleichzeitig wurden die einheitlichen technischen Spezifikationen bestimmt.
Darüber hinaus gibt es eine Reihe weiterer für die Herstellung und Zulassung von Transpondern erforderliche ISO-Normen, die berücksichtigt werden müssen.

## Tierregistrierung

### Registrierung und Kennzeichnung
Ohne eine Datenbank, die die gekennzeichneten Tiere mit einem Besitzer verbindet und klarstellt, ob ein Tier zum menschlichen Verzehr bestimmt ist, ist die Kennzeichnung kaum von Wert. Die Europäische Kommission hat am 30. August 2011 einen Vorschlag für die freiwillige Einführung einer elektronischen Kennzeichnung von Rindern vorgelegt. John Dalli, Kommissar für Gesundheit und Verbraucherpolitik erwartet eine bessere und schnellere Rückverfolgung infizierter Tiere und/oder infizierter Lebensmittel. Das Ziel ist eine schnellere Reaktion auf mögliche Risiken für die Lebensmittelkette. Die Regelung ist zwar freiwillig, der Vorschlag bietet den Mitgliedstaaten jedoch die Möglichkeit, auf nationaler Ebene eine verbindliche Regelung einzuführen. In einigen EU-Mitgliedstaaten wird das Registerverbund Konzept angewendet, wonach mehrere Register in einem einzigen Datenbanksystem miteinander vernetzt sind.

### Heimtiere
Die Registrierung von Kennzeichnungsdaten in einer Datenbank ist in der EU-Heimtierverordnung nicht vorgesehen, da es hierbei ausschließlich um die eindeutige Zuordnung des Tieres zum EU-Heimtierausweis geht. Einige deutsche Bundesländer schreiben in den Hundegesetzen für Hunde eine zentrale Erfassung vor, dies gilt beispielsweise für alle ab dem 1. März 2009 geborenen Hunde in Sachsen-Anhalt oder für Hunde bestimmter Rassen gemäß Hundegesetz für das Land Nordrhein-Westfalen. In Niedersachsen gilt ab dem 1. Juli 2013 ebenfalls Pflicht, den hauseigenen Hund in ein zentrales Register einzutragen.
Auch in Österreich gibt es eine Pflicht zur Kennzeichnung und Registrierung von Hunden. Diese ist im Tierschutzgesetz Art. 2 § 24a geregelt.
Die freiwillige Registrierung ist sinnvoll, da hierüber eine Zuordnung des Tieres, z. B. bei Verlust, zum Eigentümer hergestellt werden kann. Es gibt verschiedene Anbieter von Registrierungsdatenbanken, deren Bedingungen sehr unterschiedlich sind. Wesentliche Unterschiede liegen im Finanzierungsmodell (kostenpflichtige Angebote oder spendenfinanzierte Modelle), in der Offenheit des Zugangs und der Registrierungsmöglichkeit sowie in der Erreichbarkeit und Vernetzung der Datenbanken.
Wichtige Anbieter von Datenbanken in Deutschland sind Tasso und Deutsches Haustierregister (DHR), deren Datenbanken nicht vernetzt sind, so dass im besten Fall eine Anmeldung bei beiden erfolgen sollte. Wichtige Datenbankanbieter für die Schweiz sind Anis und für Österreich PawID, Animaldata und Petcard. Eine europaweite, grenzüberschreitende Suche ist über europetnet bzw. petmaxx möglich, dort werden weltweit Datenbanken abgefragt und angezeigt.

## Alternativen
Außerdem gibt es bereits erste Ansätze, Tiere mittels Bilderkennung zu identifizieren. Die Genauigkeit der meisten Anbieter ist zwar noch nicht ausreichend, um diese Technik flächendeckend einzusetzen, sie eignet sich aber besonders zur Identifizierung von entlaufenen Tieren, die noch nicht mit oben genannten Methoden gekennzeichnet wurden, da nur ein Bild des Tieres benötigt wird, mit dem weitere Bilder abgeglichen werden können.